# Alejandro Quiroga Fernández de Soto
Alejandro Quiroga Fernández de Soto (Madrid, 1972) es un politólogo e historiador español, profesor de las universidades de Alcalá y Newcastle.

## Biografía
Se doctoró en Ciencias Políticas en la London School of Economics and Political Science. Actualmente es profesor titular de Historia de España en la Universidad de Newcastle.
Es autor de obras como Los orígenes del nacionalcatolicismo. José Pemartín y la Dictadura de Primo de Rivera (Comares, 2006); España reinventada. Nación e identidad desde la Transición (Ediciones Península, 2007), junto a Sebastian Balfour, Haciendo españoles: la nacionalización de las masas en la Dictadura de Primo de Rivera (1923-1930) (CEPC, 2008); o Goles y banderas. Fútbol e identidades nacionales en España (Marcial Pons, 2014); entre otras.
También ha sido editor junto a Miguel Ángel del Arco Blanco de Soldados de Dios y Apóstoles de la Patria. Las derechas españolas en la Europa de entreguerras (Comares, 2010), una colección de quince biografías de personajes adscritos a la derecha política en España; y coordinador de Católicos y patriotas. Religión y nación en la Europa de entreguerras (Sílex, 2013), junto a Alfonso Botti y Feliciano Montero.
En 2018, coordinó y editó junto a Ferrán Archilés la obra colectiva "Ondear la nación. Nacionalismo banal en España", publicada por Comares Historia.
En 2022 ha publicado Miguel Primo de Rivera. Dictadura, populismo y nación (Barcelona, Editorial Crítica).